# إل غرافيكو
إل غرافيكُو هي مجلة رياضية أرجنتينية. كانت تنشرها «إيديتوريال أتلانتيدا» مَطبوعة بين عامي 1919 و2018. أُصدِرت إل كرافيكو في مايو 1919 وكانت جريدة أسبوعية، ثم تحولت إلى مجلة رياضية حصريًا. بدأ جدولته شهريًا من عام 2002، وتوقف إصدارُها في عام 2018، واستمر فقط على الإنترنت.
تُعد إل غرافيكو أكثر المجلات الرياضية شهرة في الأرجنتين وأمريكا اللاتينية. أُطلق على المجلة لقب "La Biblia del deporte" والتي تعني «الكتاب المقدس للرياضة») بسبب وقائعها والصحفيين البارزين والمُتعاونين وصورها.